# David Franco Reyes
David Franco Reyes är en ort i Mexiko.   Den ligger i kommunen Zacapu och delstaten Michoacán de Ocampo, i den södra delen av landet, 270 km väster om huvudstaden Mexico City. David Franco Reyes ligger 2 070 meter över havet och antalet invånare är 541.
Terrängen runt David Franco Reyes är kuperad söderut, men norrut är den platt. Runt David Franco Reyes är det ganska tätbefolkat, med 75 invånare per kvadratkilometer. Närmaste större samhälle är Zacapú, 9,4 km nordväst om David Franco Reyes. I omgivningarna runt David Franco Reyes växer huvudsakligen savannskog.